# Siemens A60
Siemens A60 — мобильный телефон фирмы Siemens, выпущенный в 2003 году. Один из первых в мире мобильных телефонов с цветным дисплеем. Создан на основе Siemens C60 и представляет собой упрощённый вариант данного телефона — отличается отсутствием поддержки Java-апплетов и MMS-сообщений, уменьшенным объёмом памяти и невозможностью подключения внешней камеры.

## Описание
Телефон представляет собой кнопочный моноблок в пластиковом корпусе с цветным экраном. Отмечается, что качество сборки корпуса не самое высокое — иногда обнаруживаются люфты. Задняя крышка, передняя панель, блок клавиш и аккумулятор телефона съёмные. На верхнем торце имеется отверстие для шнурка.
Клавиатура типична для телефонов Siemens. Эксперты обращают внимание на то, что кнопки вызова и отбоя невелики и расположены близко, а на ощупь ничем не отличаются от цифровых кнопок, что иногда приводит к ошибочным нажатиям на цифры.
Экран телефона цветной, выполнен по технологии STN и имеет разрешение 101х80. На момент выпуска модели (конец 2003 года) использование таких экранов было нетипично для мобильников низкобюджетного класса, к которому относится Siemens A60.
Прямыми конкурентами Siemens A60, по версии издания IXBT, являются другие дешёвые телефоны с цветными экранами — Alcatel One Touch 332 и Motorola C350. Отмечается, что несмотря на некоторые различия, по совокупности потребительских свойств эти устройства примерно равны.